# Laurin & Klement F
Laurin & Klement F — передньомоторна задньопривідна модель австро-угорської компанії Laurin & Klement з Богемії. Інше позначення HP 14/16, HP 16/18.
Виготовлялась впродовж 1907–1909 років у кількості 371 шасі, на яке встановлювали кузови фаетон, ландо, лімузин, фургон, амбулаторія, омнібус. Виготовляли паралельно з моделями Typ В, Typ С, Typ Е, Typ EN, Typ BS, Typ G. На Авто встановлювали рядний 4-циліндровий (84 мм×110 мм) мотор об'ємом 2438 см³ і потужністю 18-21 к.с. Максимальна швидкість сягала 55-60 км/год. Шасі виготовляли модифікацій 2400 мм, 2760 мм, 2700 мм, 2720 мм, 2740 мм, 2820 мм, 2840 мм.
Laurin & Klement FC, першу двомісну спортивну і гоночну модель компанії, виготовили на базі моделі Тип F. Мотор з водяним охолодженням об'ємом 2439 см³ (84мм×110мм) дозволяв розвинути швидкість 80-90 км/год. Колісна база виносила 2448 мм при колії 1300 мм і вазі 900 кг. Було виготовлено 19 машин Типу FC (1907–1909), на які встановлювали мотори об'ємом 1943 см³, 1994 см³, 2496 см³. Трансмісія, підвіска походили з моделі Тип F.
Laurin & Klement FCS виготовляли як першу машину з мотором типу OHV (англ. Over Head Valve) (верхнє-клапанний з розміщенням розподільчого валу у картері мотору). На машини встановлювали мотори об'ємом 1994 см³, 2439 см³, 2940 см³, 3486 см³ (86мм×150мм) потужністю до 96 к.с. Вісім авто даної моделі розвивали швидкість до 130 км/год (1908–1909).
Laurin & Klement FCR 1909 виготовили два авто даної модифікації з мотором потужністю 100 к.с. і об'ємом 5672 см³, досягнутому за рахунок значного ходу поршня (85мм×250мм). Машина розвивала до 140 км/год.